# Dommartin-la-Montagne
Dommartin-la-Montagne é uma comuna francesa na região administrativa de Grande Leste, no departamento de Meuse. Estende-se por uma área de 6,77 km². Em 2010 a comuna tinha 52 habitantes (densidade: 7,7 hab./km²).